# カール・ヘーフェル
カール・ヘーフェル（Karl Hefele、1863年3月 - 1904年）は、明治時代にお雇い外国人として来日したドイツの林学者である。

## 経歴・人物
バイエルン州の生まれ。1901年（明治34年）に日本政府の招聘により来日する。東洋帝国大学（現在の東京大学）農科大学に雇われ、そこで林学や砂防工学の教鞭を執った。
同時期に当時滞日していた同じ林学者のアメリゴ・ホフマンらと共に、日本全国の森林を調査し、その調査に関する報告書を多数執筆し作成した。1903年（明治36年）に任期満了となり、帰国した。